# 가와이니시역
가와이니시역(일본어: 河合西駅 かわいにしえき[*])은 일본 효고현 오노시에 위치해 있는 서일본 여객철도 가코가와 선의 철도역이다. 또한 가와이니시 역은 단선 승강장 1면 1선의 구조를 갖춘 지상역이다.

## 이용 현황
| 연도     | 1일 평균 | 연도     | 1일 평균 |
| 1997년도 | 277      | 2005년도 | 246      |
| 1998년도 | 283      | 2006년도 | 216      |
| 1999년도 | 276      | 2007년도 | 220      |
| 2000년도 | 275      | 2008년도 | 207      |
| 2001년도 | 266      | 2009년도 | 177      |
| 2002년도 | 269      | 2010년도 | 176      |
| 2003년도 | 262      | 2011년도 | 181      |
| 2004년도 | 237      | 2012년도 | 169      |
| -------- | -------- | -------- | -------- |

## 역 주변
- 오노 시립 가와이 초등학교

## 역사
- 1913년 8월 10일 : 반슈 철도 구니야 역 (현재의 야쿠진역) - 니시와키 역 간의 개통과 동시에 개업. 여객영업만.
- 1923년 12월 21일 : 노선 양도에 의해 반탄 철도의 역이 된다.
- 1943년 6월 1일 : 반탄 철도의 국유화에 의해, 일본국유철도 가코가와 선의 역이 된다.
- 1973년 10월 1일 : 무인화.
- 1987년 4월 1일 : 일본국유철도 분할 민영화에 의해, 서일본 여객철도의 역이 된다.
- 1990년 6월 1일 : 가코가와 철도부 발족에 의해, 그 직할로 되다.
- 2004년 12월 19일 : 가코가와 선 전철화와 동시에 신 역사 준공.
- 2009년 7월 1일 : 가코가와 철도부 폐지에 수반해 고베 지사의 직할로 변경되어, 가코가와 역이 관리하게 되었다.

## 인접 역
| 서일본 여객철도 가코가와 선 | 서일본 여객철도 가코가와 선 | 서일본 여객철도 가코가와 선 |
| --------------------------- | --------------------------- | --------------------------- |
| 아오 가코가와 방면          | ■ 가코가와 선               | 아오노가하라 다니카와 방면  |